# Томашница
Томашница је насељено место у саставу града Озља у Карловачкој жупанији, Хрватска. До територијалне реорганизације у Хрватској налазила се у саставу старе општине Озаљ.

## Становништво
На попису становништва 2011. године, Томашница је имала 158 становника.

## Попис1991.
На попису становништва 1991. године, насељено место Томашница је имало 247 становника, следећег националног састава:
| Попис 1991.‍  | Попис 1991.‍  | Попис 1991.‍ | Попис 1991.‍ | Попис 1991.‍ |
| ------------ | ------------ | ----------- | ----------- | ----------- |
|              |              |             |             |             |
| Хрвати       | Хрвати       |             | 242         | 97,97%      |
| Југословени  | Југословени  |             | 1           | 0,40%       |
| Словенци     | Словенци     |             | 1           | 0,40%       |
| неопредељени | неопредељени |             | 3           | 1,21%       |
| укупно: 247  |              |             |             |             |